# IGN - Internationale Gesellschaft für Nutztierhaltung
Die Internationale Gesellschaft für Nutztierhaltung (IGN) ist eine Tierschutzorganisation, die sich auf wissenschaftlicher Basis für Tierschutz und Tierrechte in der Schweiz und im Ausland einsetzt. Der Sitz befindet sich in Bern.

## Ziele
Die Gesellschaft wurde im Jahre 1978 auf Anregung und mit Unterstützung von Felix Wankel von Schweizer und deutschen Wissenschaftlern gegründet.
Die IGN fördert – nach eigenen Angaben – die tiergerechte Haltung, Zucht, Ernährung und Behandlung von Nutztieren auf wissenschaftlicher Grundlage. Sie fördert die Berücksichtigung der artspezifischen Bedürfnisse von Nutztieren in der Praxis der Tierhaltung und in Regelungen zum Tierschutz.
Auf nationaler und internationaler Ebene arbeitet die IGN an rechtlichen Regelungen zu tiergerechten Haltungsformen. Sie fördert Bestrebungen, die ethologische, physiologische und klinische Argumente bei der Ausgestaltung und beim Vollzug von Tierschutzgesetzgebungen zu berücksichtigen und unterstützt laut Satzung sowohl die Grundlagenforschung als auch die angewandte Forschung. Die IGN tritt ebenfalls dafür ein, dass bei der Fütterung und der Zucht den artspezifischen Bedürfnissen der Tiere Rechnung getragen wird.
Die Mitglieder der IGN sind der Selbstdarstellung zufolge Wissenschaftler sowie Fachleute der Ethologie, der Agrarwissenschaften, der Veterinärmedizin, der Ethik, der Philosophie, des Tierschutzes, der Rechtswissenschaft und der Behörden.

## Information
Die IGN informiert über Fragen tiergerechter Haltung von Nutztieren durch Tagungen, Workshops, Publikationen und Stellungnahmen. Ebenfalls werden die Informationsblätter "NUTZTIERHALTUNG im FOKUS" und "NUTZTIERHALTUNG SPEZIAL" herausgegeben. Die NUTZTIERHALTUNG im FOKUS informiert in regelmässigen Abständen über Themen aus der Forschung und der aktuellen Rechtsprechung der tiergerechten Haltung von (Nutz)-Tieren. Das Heft NUTZTIERHALTUNG SPEZIAL erscheint in unregelmässigen Abständen und informiert über wissenschaftliche Tagungen, an denen die IGN beteiligt ist.

## Forschungspreis
Die IGN vergibt jährlich einen Forschungspreis. Prämiert werden herausragende wissenschaftliche Leistungen, die der Weiterentwicklung der artgemässen und verhaltensgerechten Tierhaltung dienen. Die IGN fördert mit dem Forschungspreis Wissenschaftler, die Ökonomie und Ethik im Bereich der Tierhaltung in besseren Einklang bringen. Der Forschungspreis der IGN wird finanziell unterstützt durch die Felix-Wankel-Stiftung, den Deutschen Tierschutzbund, den Schweizer Tierschutz STS und den Zürcher Tierschutz.